# Чемпионат мира по биатлону 2019
Чемпионат мира по биатлону 2019 — 53-й чемпионат мира по биатлону, прошёл в шведском городе Эстерсунд с 7 по 17 марта 2019 года. Было разыграно 12 комплектов наград. Впервые в истории на чемпионате мира были разыграны медали в одиночной смешанной эстафете.

## Общая информация

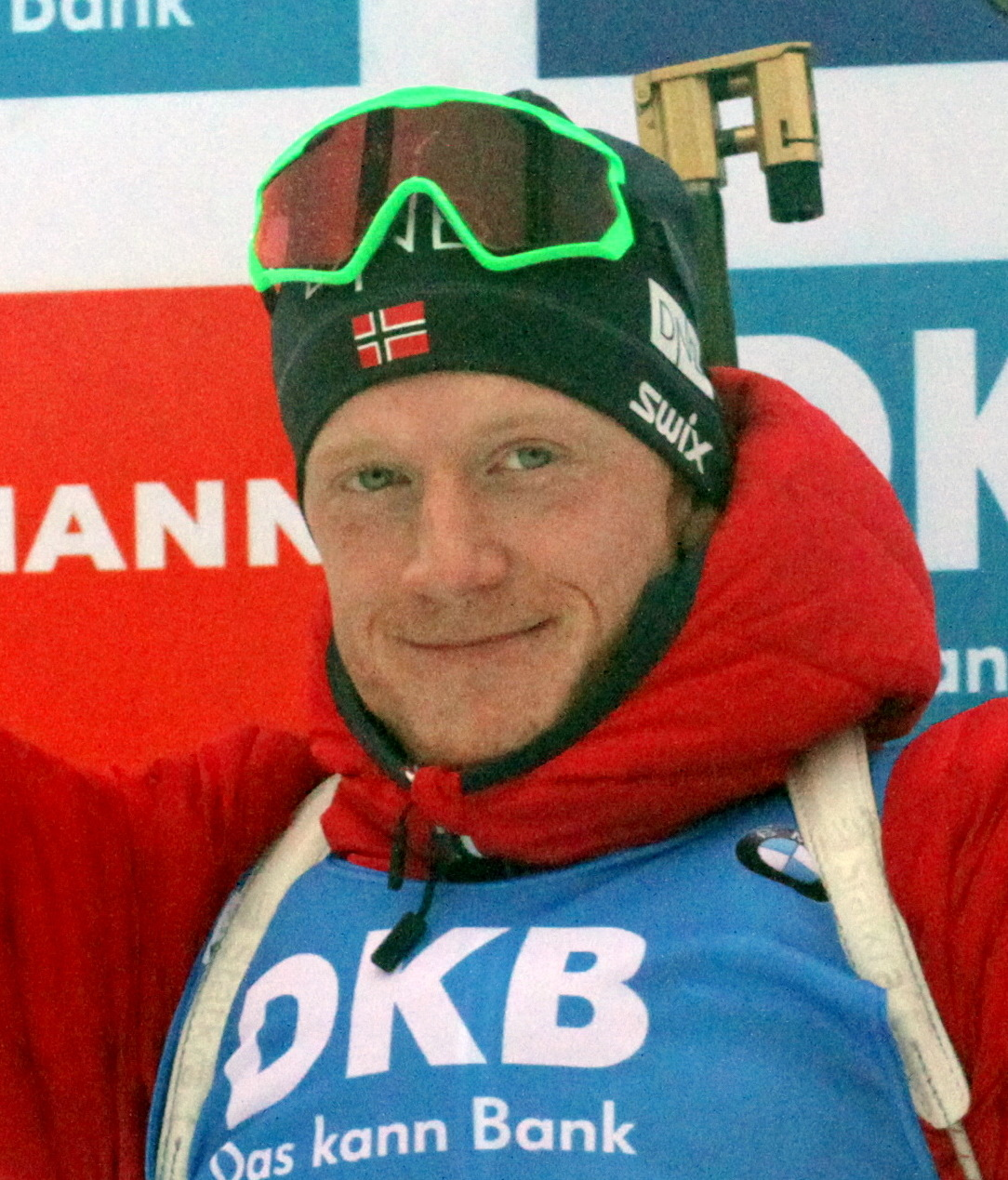
Йоханнес Тинес Бё выиграл на чемпионате четыре золотые медали

Норвежец Йоханнес Тиннес Бё завоевал на чемпионате 4 золотые и 1 серебряную награду, доведя общее количество своих наград чемпионатов мира до 14 (в том числе 7 золотых). На счету норвежки Марте Олсбю-Ройселанн три золота в эстафетных гонках. Тарьей Бё завоевал одно золото и одну бронзу, доведя общее количество своих медалей чемпионатов мира до 18 (в том числе 9 золотых).
Немец Арнд Пайффер завоевал на чемпионате одно золото и два серебра, доведя общее количество медалей чемпионатов мира до 15 (в том числе 5 золотых). Немка Лаура Дальмайер завоевала две бронзы и довела общее количество своих медалей на чемпионатах мира до 15 (в том числе 7 золотых).
Владимир Илиев стал первым в истории болгарским мужчиной, завоевавшим медаль чемпионата мира по биатлону. Дмитрий Пидручный стал первым в истории украинским мужчиной, выигравшим золото чемпионата мира по биатлону.
Трёхкратная олимпийская чемпионка Анастасия Кузьмина, выиграв спринт, впервые в карьере стала чемпионкой мира.

## Медальный зачёт
| Место  | Страна   | Золото | Серебро | Бронза | Всего |
| ------ | -------- | ------ | ------- | ------ | ----- |
| 1      | Норвегия | 5      | 3       | 1      | 9     |
| 2      | Германия | 2      | 2       | 3      | 7     |
| 3      | Италия   | 2      | 2       | 1      | 5     |
| 4      | Швеция   | 1      | 1       | 1      | 3     |
| 5      | Украина  | 1      | 0       | 1      | 2     |
| 6      | Словакия | 1      | 0       | 0      | 1     |
| 7      | Россия   | 0      | 2       | 1      | 3     |
| 8      | Франция  | 0      | 1       | 3      | 4     |
| 9      | Болгария | 0      | 1       | 0      | 1     |
| 10     | Австрия  | 0      | 0       | 1      | 1     |
| Всего: | Всего:   | 12     | 12      | 12     | 36    |

### Спортсмены
| Без учёта эстафетных гонок | Без учёта эстафетных гонок | Без учёта эстафетных гонок | Без учёта эстафетных гонок | Без учёта эстафетных гонок | Без учёта эстафетных гонок |
| -------------------------- | -------------------------- | -------------------------- | -------------------------- | -------------------------- | -------------------------- |
|                            |                            |                            |                            |                            |                            |
| Место                      | Страна                     |                            |                            |                            | Всего                      |
| 1                          | Йоханнес Тинес Бё          | 1                          | 1                          | 0                          | 2                          |
| 2                          | Дениз Херрман              | 1                          | 0                          | 1                          | 2                          |
| 3-8                        | Анастасия Кузьмина         | 1                          | 0                          | 0                          | 1                          |
| 3-8                        | Дмитрий Пидручный          | 1                          | 0                          | 0                          | 1                          |
| 3-8                        | Ханна Эберг                | 1                          | 0                          | 0                          | 1                          |
| 3-8                        | Арнд Пайффер               | 1                          | 0                          | 0                          | 1                          |
| 3-8                        | Доротея Вирер              | 1                          | 0                          | 0                          | 1                          |
| 3-8                        | Доминик Виндиш             | 1                          | 0                          | 0                          | 1                          |
| 9-15                       | Ингрид Тандревольд         | 0                          | 1                          | 0                          | 1                          |
| 9-15                       | Александр Логинов          | 0                          | 1                          | 0                          | 1                          |
| 9-15                       | Тириль Экхофф              | 0                          | 1                          | 0                          | 1                          |
| 9-15                       | Лиза Виттоцци              | 0                          | 1                          | 0                          | 1                          |
| 9-15                       | Владимир Илиев             | 0                          | 1                          | 0                          | 1                          |
| 9-15                       | Екатерина Юрлова-Перхт     | 0                          | 1                          | 0                          | 1                          |
| 9-15                       | Антонин Гигонна            | 0                          | 1                          | 0                          | 1                          |
| 16-17                      | Лаура Дальмайер            | 0                          | 0                          | 2                          | 3                          |
| 16-17                      | Кантен Фийон Майе          | 0                          | 0                          | 2                          | 1                          |
| 18-20                      | Жюстин Брезаз              | 0                          | 0                          | 1                          | 1                          |
| 18-20                      | Тарьей Бё                  | 0                          | 0                          | 1                          | 1                          |
| 18-20                      | Юлиан Эберхард             | 0                          | 0                          | 1                          | 1                          |

## Медалисты

### Мужчины
| Дисциплина                                | Золото                                                                                       | Золото                                                    | Серебро                                                            | Серебро                                               | Бронза                                                                         | Бронза                                                  |
| ----------------------------------------- | -------------------------------------------------------------------------------------------- | --------------------------------------------------------- | ------------------------------------------------------------------ | ----------------------------------------------------- | ------------------------------------------------------------------------------ | ------------------------------------------------------- |
| Спринт 10 км см. подробнее                | Йоханнес Тиннес Бё · Норвегия                                                                | 24:37.6 (0+1)                                             | Александр Логинов · Россия                                         | +13.7 (0+0)                                           | Кантен Фийон Майе · Франция                                                    | +16.5 (0+0)                                             |
| Гонка преследования 12,5 км см. подробнее | Дмитрий Пидручный · Украина                                                                  | 31:54.1 (2+0+0+0)                                         | Йоханнес Тиннес Бё · Норвегия                                      | +8.3 (0+1+1+3)                                        | Кантен Фийон Майе · Франция                                                    | +17.7 (2+0+0+1)                                         |
| Индивидуальная гонка 20 км см. подробнее  | Арнд Пайффер · Германия                                                                      | 52:42.4 (0+0+0+0)                                         | Владимир Илиев · Болгария                                          | +1:08.7 (0+1+0+0)                                     | Тарьей Бё · Норвегия                                                           | +1:09.1 (0+1+0+0)                                       |
| Масс-старт 15 км см. подробнее            | Доминик Виндиш · Италия                                                                      | 40:54.1 (1+1+1+0)                                         | Антонен Гигонна · Франция                                          | +22.8 (2+0+0+1)                                       | Юлиан Эберхард · Австрия                                                       | +23.3 (0+0+3+1)                                         |
| Эстафета 4×7,5 км см. подробнее           | Норвегия · Ларс Хельге Биркеланн · Ветле Шостад Кристиансен · Тарьей Бё · Йоханнес Тиннес Бё | 1:12:03.7 (0+1) (0+0) (0+0) (0+0) (0+0) (0+2) (0+0) (0+3) | Германия · Эрик Лессер · Роман Рес · Арнд Пайффер · Бенедикт Долль | +38.1 (0+0) (0+0) (0+0) (0+1) (0+0) (0+0) (0+2) (0+3) | Россия · Матвей Елисеев · Никита Поршнев · Дмитрий Малышко · Александр Логинов | +1:04.1 (0+0) (0+2) (0+1) (0+1) (0+2) (0+1) (0+0) (0+0) |

### Женщины
| Дисциплина                               | Золото                                                                                   | Золото                                                    | Серебро                                                              | Серебро                                               | Бронза                                                                            | Бронза                                                |
| ---------------------------------------- | ---------------------------------------------------------------------------------------- | --------------------------------------------------------- | -------------------------------------------------------------------- | ----------------------------------------------------- | --------------------------------------------------------------------------------- | ----------------------------------------------------- |
| Спринт 7,5 км см. подробнее              | Анастасия Кузьмина · Словакия                                                            | 22:17.5 (1+0)                                             | Ингрид Тандревольд · Норвегия                                        | +9.7 (0+0)                                            | Лаура Дальмайер · Германия                                                        | +12.6 (0+0)                                           |
| Гонка преследования 10 км см. подробнее  | Дениз Херрман · Германия                                                                 | 31:45.9 (0+0+2+0)                                         | Тириль Экхофф · Норвегия                                             | +31.4 (0+0+2+0)                                       | Лаура Дальмайер · Германия                                                        | +31.6 (0+0+1+0)                                       |
| Индивидуальная гонка 15 км см. подробнее | Ханна Эберг · Швеция                                                                     | 43:10.4 (0+0+0+0)                                         | Лиза Виттоцци · Италия                                               | +23.6 (0+0+0+0)                                       | Жюстин Брезаз · Франция                                                           | +32.5 (0+0+1+0)                                       |
| Масс-старт 12,5 км см. подробнее         | Доротея Вирер · Италия                                                                   | 37:26.4 (0+0+0+2)                                         | Екатерина Юрлова-Перхт · Россия                                      | +4.9 (0+0+1+1)                                        | Дениз Херрман · Германия                                                          | +15.4 (0+1+2+1)                                       |
| Эстафета 4×6 км см. подробнее            | Норвегия · Сюннёве Сулемдал · Ингрид Тандревольд · Тириль Экхофф · Марте Олсбю-Ройселанн | 1:12:00.1 (0+2) (0+0) (0+0) (0+0) (0+2) (1+3) (0+1) (0+0) | Швеция · Линн Перссон · Мона Брурссон · Анна Магнуссон · Ханна Эберг | +24.3 (0+0) (0+0) (0+0) (0+1) (0+0) (0+0) (0+2) (0+3) | Украина · Анастасия Меркушина · Вита Семеренко · Юлия Джима · Валентина Семеренко | +35.1 (0+0) (0+0) (0+1) (0+0) (0+0) (0+2) (0+1) (0+1) |

### Смешанные эстафеты
| Дисциплина                                               | Золото                                                                                             | Золото                                                    | Серебро                                                                 | Серебро                                               | Бронза                                                                             | Бронза                                                |
| -------------------------------------------------------- | -------------------------------------------------------------------------------------------------- | --------------------------------------------------------- | ----------------------------------------------------------------------- | ----------------------------------------------------- | ---------------------------------------------------------------------------------- | ----------------------------------------------------- |
| Смешанная эстафета 2×6 км + 2×7,5 км см. подробнее       | Норвегия · Марте Олсбю-Ройселанн · Тириль Экхофф · Йоханнес Тиннес Бё · Ветле Шостад Кристиансен   | 1:17:41.4 (0+1) (0+1) (0+2) (0+1) (0+0) (0+2) (0+0) (0+0) | Германия · Ванесса Хинц · Дениз Херрман · Арнд Пайффер · Бенедикт Долль | +13.1 (0+0) (0+2) (0+0) (0+3) (0+1) (0+1) (0+0) (0+2) | Италия · Лиза Виттоцци · Доротея Вирер · Лукас Хофер · Доминик Виндиш              | +1:09.6 (0+0) (0+0) (0+2) (0+2) (0+2) (0+3)           |
| Одиночная смешанная эстафета 6 км + 7,5 км см. подробнее | Норвегия · Марте Олсбю-Ройселанн · Йоханнес Тиннес Бё · Марте Олсбю-Ройселанн · Йоханнес Тиннес Бё | 35:43.2 (0+1) (0+1) (0+0) (0+3) (0+1) (0+0) (0+0) (0+0)   | Италия · Доротея Вирер · Лукас Хофер · Доротея Вирер · Лукас Хофер      | +13.4 (0+1) (0+0) (0+0) (0+2) (0+0) (0+1)             | Швеция · Ханна Эберг · Себастьян Самуэльссон · Ханна Эберг · Себастьян Самуэльссон | +20.0 (0+2) (0+0) (0+1) (0+2) (0+1) (0+0) (0+1) (0+1) |

## Выбор места проведения
В австрийском городе Санкт-Вольфганг-им-Зальцкаммергут 7 сентября 2014 года состоялось голосование, в результате которого Эстерсунд набрал наибольшее количество голосов — 27. Так же претендентами на проведение чемпионата мира были Разун-Антерсельва в Италии (16 голосов), Нове-Место-на-Мораве в Чехии (4 голоса) и Ханты-Мансийск в России (2 голоса). Предыдущие чемпионаты мира в Эстерсунде проводились в 1970 и 2008 годах.

## Расписание соревнований
| Дата         | Мужчины | Мужчины                                        | Женщины                                        | Женщины                                        |
| ------------ | ------- | ---------------------------------------------- | ---------------------------------------------- | ---------------------------------------------- |
| 7 марта, Чт  | 16:15   | Смешанная эстафета (2×6 км + 2×7,5 км)         | Смешанная эстафета (2×6 км + 2×7,5 км)         | Смешанная эстафета (2×6 км + 2×7,5 км)         |
| 8 марта, Пт  |         |                                                | 16:15                                          | Спринт (7,5 км)                                |
| 9 марта, Сб  | 16:30   | Спринт (10 км)                                 |                                                |                                                |
| 10 марта, Вс | 16:30   | Гонка преследования (12,5 км)                  | 13:45                                          | Гонка преследования (10 км)                    |
| 12 марта, Вт |         |                                                | 15:30                                          | Индивидуальная гонка (15 км)                   |
| 13 марта, Ср | 16:10   | Индивидуальная гонка (20 км)                   |                                                |                                                |
| 14 марта, Чт | 17:10   | Одиночная смешанная эстафета (4×3 км + 1,5 км) | Одиночная смешанная эстафета (4×3 км + 1,5 км) | Одиночная смешанная эстафета (4×3 км + 1,5 км) |
| 16 марта, Сб | 16:30   | Эстафета (4 × 7,5 км)                          | 13:15                                          | Эстафета (4 × 6 км)                            |
| 17 марта, Вс | 16:00   | Масс-старт (15 км)                             | 13:15                                          | Масс-старт (12,5 км)                           |
| Расписание   |         |                                                |                                                |                                                |